# Al Arabi Sporting Club
Ne pas confondre avec Al-Arabi Sports Club, club qatari de football
Maillots
Actualités
Le Al Arabi Sporting Club (en arabe : نادي العربي الرياضي), plus couramment abrégé en Al Arabi, est un club koweïtien de football fondé en 1953 et basé à Al Mansouria, quartier de Koweït City, la capitale du pays.

## Palmarès
| Compétitions nationales | Compétitions internationales                                                                       | |
| --- | -------------------------------------------------------------------------------------------------- | --- |
| \| - Championnat du Koweït (17) : - Champion : 1962, 1963, 1964, 1966, 1967, 1970, 1980, 1982, 1983, 1984, 1984-85, 1987-88, 1988-89, 1992-93, 1996-97, 2002 et 2021. - Vice-champion : 1968, 1969, 1971, 1973, 1974, 1979, 1981, 1986-87, 1989-90, 2003, 2004, 2014-15, 2022-23 et 2023-24. - Coupe du Koweït (16) : - Vainqueur : 1962, 1963, 1965, 1966, 1969, 1971, 1981, 1983, 1992, 1996, 1999, 2000, 2005, 2006, 2008 et 2020. - Finaliste : 1965, 1967, 1968, 1970, 1972, 1974, 1989, 1990, 1995, 1998, 2009, 2016 et 2018. - Coupe Crown Prince du Koweït (8) : - Vainqueur : 1996, 1997, 1999, 2000, 2007, 2012, 2015 et 2022. - Finaliste : 2003, 2010, 2013, 2014 et 2020. \| \| - Coupe de la Fédération du Koweït : - Finaliste : 2010, 2013 et 2014. - Supercoupe du Koweït (2) : - Vainqueur : 2008 et 2012. - Finaliste : 2020. \| | - Coupe du Golfe des clubs champions (2) : - Vainqueur : 1982 et 2003. - Finaliste : 1985 et 1994. | |
| - Championnat du Koweït (17) : - Champion : 1962, 1963, 1964, 1966, 1967, 1970, 1980, 1982, 1983, 1984, 1984-85, 1987-88, 1988-89, 1992-93, 1996-97, 2002 et 2021. - Vice-champion : 1968, 1969, 1971, 1973, 1974, 1979, 1981, 1986-87, 1989-90, 2003, 2004, 2014-15, 2022-23 et 2023-24. - Coupe du Koweït (16) : - Vainqueur : 1962, 1963, 1965, 1966, 1969, 1971, 1981, 1983, 1992, 1996, 1999, 2000, 2005, 2006, 2008 et 2020. - Finaliste : 1965, 1967, 1968, 1970, 1972, 1974, 1989, 1990, 1995, 1998, 2009, 2016 et 2018. - Coupe Crown Prince du Koweït (8) : - Vainqueur : 1996, 1997, 1999, 2000, 2007, 2012, 2015 et 2022. - Finaliste : 2003, 2010, 2013, 2014 et 2020. | | - Coupe de la Fédération du Koweït : - Finaliste : 2010, 2013 et 2014. - Supercoupe du Koweït (2) : - Vainqueur : 2008 et 2012. - Finaliste : 2020. |

## Personnalités du club

### Présidents du club
| - Mohalhel Mohammed Al Moudhaf (1960 - 1961) - Khalid Ahmed Al Moudhaf (1961 - 1967) - Moussa Rashid Al Fahad (1967 - 1968) - Mohammed Saleh Al Moulla (1969 - 1970) - Cheikh Salman Al Hamoud Al Sabah (1970 - 1978) - Ahmed Sayed Abdelsamad (1978 - 1981) |  | - Cheikh Nayef Jaber Al Ahmad Al Sabah (1981 - 1983) - Ahmed Sayed Abdelsamad (1983 - 1989) - Cheikh Ali Al Abdullah Al Salem Al Sabah (1989 - 1992) - Fahd Abdulaziz Al Houmaiadhan (1992 - 1993) - Mohammed Saleh Al Moulla (1993 - 1994) - Ahmed Sayed Abdelsamad (1994 - 1997) |  | - Ibrahim Abdullah Al Shehab (1997 - 2000) - Jamal Shaker Al Kazemi (2000 - 2010) - Cheikh Salman Al Hamoud Al Sabah (2020) - Jamal Shaker Al Kazemi (2010 - 2019) - Abdulaziz Ashour (2019 - ) |

### Entraîneurs du club
| - Todor Velev (1974 - 1976) - Dave Mackay (1978) - Frank Upton (1981 - 1982) - Dave Mackay (1987) - Bobby Campbell (1993 - 1994) - Mohammed Karam (1994) - Colin Dobson (1995) - Dragan Gugleta (1995 - 1996) - Jawad Maqsid (1996) - Fawzi Ibrahim (1996 - 1997) - Ján Pivarník (1998 - 1999) - Dragan Gugleta (1999 - 2000) - Ján Pivarník (2000 - 2001) |  | - Valdeir Vieira (2001 - 2003) - Sebastião Lazaroni (2003 - 2004) - Mohsen Saleh (2004 - 2005) - Valdeir Vieira (2005 - 2005) - Nenad Stavrić (2006 - 2007) - José Rachão (2007 - 2008) - Ahmed Khalaf (2008 - 2009) - Dragan Skočić (2009 - 2010) - Marcelo Cabo (2010 - 2011) - Zoran Petović (2011) - Fawzi Ibrahim (2011) - José Romão (2011 - 2014) |  | - Boris Bunjak (2014 - 2015) - Luís Filipe (2015) - Ahmad Askar (2015) - Boris Bunjak (2015 - 2016) - Fawzi Ibrahim (2016) - Ahmad Askar (2016) - Miodrag Ješić (2016 - 2017) - Darko Nestorović (2017) - Mohammed Ebrahim Hajeyah (2017 - 2018) - Hussam Al Sayed (2018 - 2019) - Darko Nestorović / Juan Martínez (2019 - ) |

### Anciens joueurs du club
- Abdullah Al-Buloushi
- Mourtada Fall
- Amine Chermiti